# Le Système technicien
Le Système technicien est un livre de l'historien, sociologue et théologien français Jacques Ellul. Paru en 1977, chez Calmann-Lévy, il est réédité en 2004, puis en 2012 au Cherche midi.
Le Système technicien de Jacques Ellul constitue une synthèse de toutes ses recherches précédentes (débutées en 1954 par La Technique ou l'enjeu du siècle, première approche anthropologique du phénomène technicien) concernant le rôle et la place prise par la technique et ses corrélats : le machinisme, la société industrielle, la société de consommation de masse et de loisirs sans oublier leurs implications organisationnelles et politiques dans le monde contemporain. Comme le fait remarquer Stéphane Lavignotte, Ellul « définit moins la technique comme un champ précis – la science ? la technologie ? l’appareil de production ? – que comme un ensemble de mécanismes qui répondent à la recherche de l’efficacité en toutes choses. Il développe une sorte de phénoménologie de la technique, la saisissant par les effets qu’il en perçoit dans la société ».
Devant le constat d'une interconnexion croissante de tous les réseaux (banques de données, flux, productions, circuits de distributions, publicité etc.) que l'informatique, naissante à son époque, promet d'amplifier, Jacques Ellul fait l'hypothèse que la Technique prise dans son ensemble et sous ses différents aspects forme aujourd'hui comme un système économiquement et sociologiquement repérable, le « Système technicien ». Sa définition de "système" étant : « un ensemble d'éléments en relation les uns avec les autres de telle façon que toute évolution de l'un provoque une évolution de l'ensemble, toute modification de l'ensemble se répercutant sur chaque élément ».
Un système aveugle, sans perspective, sinon celle de son extension illimitée, artificialisant toujours plus l'environnement et aliénant l'homme, un système aux effets totalement imprévisibles, l'avenir devenant impensable, ce qui nourrit les sentiments d'angoisse et attise les comportements violents, comme le résume Jean-Luc Porquet dans sa préface.

## Les quatre approches de la Technique

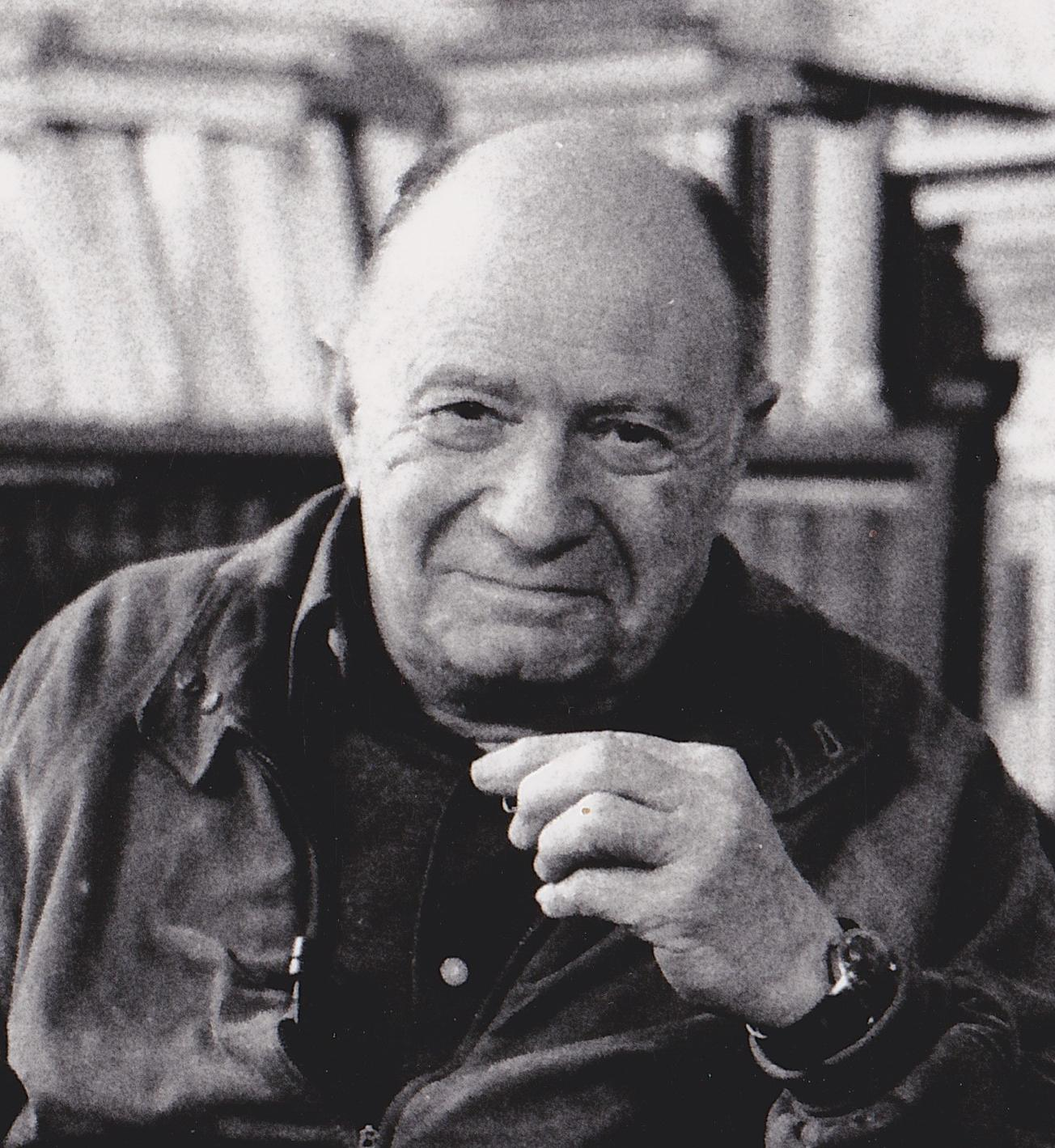
Jacques Ellul.

### La Technique comme concept englobant
Comme le souligne Dominique Janicaud dans son livre La Puissance du rationnel, Jacques Ellul appuie toute sa démonstration sur une distinction fondamentale entre la simple opération technique qui a toujours existé dans l'histoire et le « Système technicien » .
La « Technique », dans la pensée d'Ellul, ne se réduit pas au machinisme, elle inclut également toutes les méthodes d'organisation de la vie sociale, du travail (cf. le taylorisme) comme de la cité (cf. la bureaucratie). En faisant l'hypothèse d'une unité du champ d'expansion de la Technique, Ellul cherche à saisir « un ensemble de phénomènes qui restent invisibles si l'on se situe au niveau de l'évidence perceptible des techniques ». Si à son apparition, le terme de technique recouvrait un simple savoir, celui de l'artisan, progressivement il a pu désigner les machines en général et leur application industrielle, à partir de laquelle une nouvelle science dénommée la technologie s'est développée. La combinaison de plusieurs outils de production, de prévision et de distribution font que, progressivement, le terme technique recouvre tout un ensemble d'outils matériels ou non (machines mais aussi procédés), « qui sont rassemblés, organisés et animés de manière à remplacer l'homme dans l'exécution d'un certain nombre de tâches ».
Dans un premier temps, les étapes de la technique et celles de la croissance de l'industrie sont confondues, la croissance des différentes énergies (charbon, électricité, énergie atomique) ont accompagné les étapes de la révolution industrielle pour voir, à l'heure actuelle, leur importance décliner face aux questions d'organisation, d'information et de stockage de données qui ont des conséquences majeures sur les comportements humains. On parlera de plus en plus de société technicienne. Ellul prend le mot de technique dans son sens le plus large possible, « partout où il y a recherche et application de moyens nouveaux en fonction du critère d'efficacité, on peut dire qu'il y a technique » (technique d'apprentissage de la lecture, techniques sportives et bien sûr toutes les techniques mécaniques). Progressivement la technicisation envahit tout le champ de l'activité ou des loisirs humains. Ellul discerne dans ce mouvement qui s'universalise, une autonomie et une spécificité qui lui permet de défendre l'idée d'une unité « sous-jacente » de l'ensemble sous le concept de « la Technique » qu'il s'attelle tout au long de son œuvre à extraire de sa « gangue économico-politique »,. De ce point de vue, Ellul a une position moins absolutiste que Martin Heidegger, qui tient la Technique pour la métaphysique de notre temps, selon ce qu'écrit Jacques Taminiaux dans son article : L'essence vraie de la technique.

### La Technique comme milieu
Si l'on considère le « milieu » comme ce qui entoure et précède l'individu, milieu auquel d'une certaine manière il est tenu de s'adapter, alors l'ensemble des objets et des moyens qui composent le « système technicien » constituent comme un milieu intermédiaire qui isole l'homme de ses éléments naturels. « Au fil de son développement, la Technique est devenue un milieu environnant à part entière; l'ancien environnement - la nature - tend à n'être plus qu'un décorum ou un vestige ». Il n'y a plus d'autres liens entre l'homme et la nature que ceux qu'autorise l'appréhension technique aux dépens des autres liens complexes et fragiles que l'homme avait su patiemment tisser, comme les liens poétiques, symboliques et magiques, qui sont amenés à disparaître . Les relations humaines ne sont plus entièrement laissées au hasard (dynamique de groupe, psychanalyse, agences matrimoniales); toute médiation relève, pour Ellul, d'un mécanisme technique, autrement dit le milieu technicien qui se construit à partir du milieu naturel, s'interpose comme intermédiaire incontournable entre l'homme et le milieu naturel.
Le travail complexe mais global de l'artisan afin de produire une œuvre, est remplacé, au nom de l'efficacité, par le taylorisme, qui, basé sur le travail à la chaîne ou parcellaire, induit un désengagement et un désintérêt du travailleur. Alors que l'homme ne peut plus en appeler à un système de valeurs supérieur qui ne soit pas lui-même d'origine technique, « le système technicien, essentiellement dynamique, tend à remplacer progressivement tout ce qui a constitué l'éco-système naturel ».

### La Technique comme déterminant
Après avoir souligné la multiplicité des facteurs (démographiques, idéologiques, politique) pouvant être considérés comme moteurs dans l'évolution socio-économique, qu'elle soit sectorielle ou globale, Ellul, qui veut éviter le simplisme marxiste, est conduit à privilégier comme déterminant le « système technicien », au motif que lui seul est à même de rendre compte des phénomènes, y compris de ceux qui sont contradictoires entre eux.
Ce rôle déterminant de la technique est particulièrement manifeste dans ses effets déstructurants conduisant notamment à récuser « la division des rôles homme/femme, jeunes/adultes, spécialistes/non spécialistes, enseignants/enseignés, fous/non fous, etc. »,. De même, l'auteur note avec le philosophe Jean Baudrillard, combien la culture issue de la technique est l'inverse de la culture traditionnellement conçue comme patrimoine héréditaire transmissible et réflexion théorique et pratique. En effet, la culture technicienne n'est pas héréditaire car elle est en perpétuel changement, et elle s'oppose également à la réflexion théorique de par sa recherche d'efficacité et d'application immédiate. L'auteur renvoie aux nombreuses études qui ont été réalisées sur les transformations que la technique, dans sa forme mécanique, a pu apporter au travail ; il ne fait que présumer, parce qu'il se situe au tout début de son développement, ses prodigieuses possibilités.

### La Technique comme système
Après avoir examiné plusieurs définitions du concept de système en sciences sociales, Ellul donne sa propre vision : « Un système, c'est un ensemble d'éléments en relation les uns avec les autres de telle façon que toute évolution de l'un provoque une évolution de l'ensemble, toute modification de l'ensemble se répercutant sur chaque élément » . Il retient l'idée que le système obéit à des lois de développement et de transformation qui lui sont propres, que les éléments qui le composent se combinent de préférence entre eux (d'où une résistance aux influences externes), enfin qu'un ensemble pour être qualifié de « système » doit être dynamique. « Dans un système les facteurs agissant modifient les autres éléments et l'action n'est pas répétitive mais constamment innovatrice ». À propos des éléments qualitatifs et quantitatifs de la technique, Ellul parle d'une logique qui fait système. L'auteur insiste sur la distinction entre le « phénomène technique » dont il fait remonter la prise de conscience au XVIIIe siècle, et le « système technicien » dont la spécificité consiste en ce que, dans leur multiplicité, les facteurs techniques s'associent de façon privilégiée avec d'autres facteurs techniques. Ellul prend l'exemple de la mécanisation du travail de bureau dans une administration, qui n'est pas seulement l'adjonction d'un élément technique dans un mécanisme administratif inchangé. La technicisation est totale quand chaque aspect de la vie humaine est contrôlé et manipulé en vue d'une efficacité démontrable et lorsqu'il devient impossible de revenir en arrière.
Dire, comme certains critiques, que l'on ne voit pas de « système technique » mais seulement des objets et des processus techniques, n'apparaît pas comme une objection à l'auteur, car argue-t-il, de même nul n'a vu la nature « en soi », mais des éléments naturels (arbre, rivière, montagne et nuage) qui font entre eux un système englobant, système qui nous est nécessaire comme horizon de compréhension des éléments qui lui appartiennent. Pour autant, il ne s'agit pas d'aborder ce système comme un objet « en soi » vis-à-vis duquel l'homme prendrait la place de sujet. D'autant plus, note l'auteur, « qu'il y a une grande répugnance à admettre l'existence d'une organisation spécifique du technique qui pourrait être relativement indépendante de l'homme ». Ellul, accentue son point de vue en affirmant que la société moderne n'est pas une société traditionnelle avec des moyens techniques supplémentaires mais une société toute autre.

## Les caractères du phénomène technique
Le caractère le plus évident, c'est que ce système est composé de sous-systèmes, système ferroviaire, postal, téléphonique, aérien, production et distribution de l'énergie, urbanisme etc.[…] et lorsqu'il se produit un dérèglement dans un des sous-systèmes c'est tout l'ensemble qui est bloqué. Le second caractère serait la souplesse que donnerait l'accroissement des connaissances et la multiplication des choix. Certains y verraient l'accroissement de la liberté humaine, mais ce n'est pas le cas d'Ellul : en effet, il soutient que cette apparente liberté de choix atteste simplement d'une progressive adaptation de l'homme à ce milieu, modelé qu'il est par l'éducation et le matraquage publicitaire, afin d' être conforme aux intérêts du système (ce point sera développé ultérieurement dans l'ouvrage de Jacques Ellul, Le bluff technologique.) 
Un troisième caractère, qui devient un problème, c'est l'impossibilité pour le « système technicien », privé de mécanisme de correction et d'auto-régulation, à se corriger lui-même lorsqu'une erreur survient, contrairement à la nature : « Ainsi le système technique ne tend pas à se modifier lui-même lorsqu'il développe des encombrements et des nuisances, il est livré à une croissance pure ; dès lors ce système provoque un accroissement des irrationalités. »,. Il ne faut surtout pas voir dans cette difficulté à s'autoréguler, quelles qu'en soient à terme les conséquences dommageables, un simple effet mécanique mais le principe de nécessité qui accompagne toute opération technique. Le système ne peut apprécier de lui-même les effets qualitatifs de son fonctionnement, car ceux-ci ne se font sentir que dans des domaines qui ne sont pas techniques. Une opération engagée ira jusqu'au bout, même quand tout le monde reconnaît qu'il s'agit d'un désastre .

## Les caractères du système technicien
Dans leur compte-rendu, Stéphane Lavignotte ainsi que le site Technologos donnent un résumé des caractères du « système technicien », qui leur paraissent essentiels, (et tels que Jacques Ellul les pense), à savoir : la rationalité, l'autonomie, son auto-accroissement, son caractère artificiel et sa détermination à artificialiser toutes choses du monde, l'enchaînement, l'universalisme et son caractère insécable. Quant à Dominique Janicaud, il réduit à quatre les caractères essentiels du Système : autonomie, unité, universalité, totalisation, isolables statiquement, mais profondément interdépendants : « L'essentiel étant de comprendre qu'il y a système technicien, c'est-à-dire auto-organisation et auto-accroissement de la puissance technicienne, dans une relation d'indépendance de plus en plus marquée à l'égard des décisions humaines ».

### Autonomie
Par principe un système technique représenté par ses techniciens n'admet pas d'autre loi que la loi et les règles techniques qu'il se donne . Ainsi pour l'auteur, l'État qui est par lui-même un organisme de puissance ne peut ordinairement suivre que ce qui accroît sa puissance, à savoir la Technique à travers ses techniciens. Il ne faut donc pas, par principe, trop compter, selon l'auteur, sur l'État pour assurer le rattrapage et la correction des errements de la technique au sein du monde vécu ,.
Autonomie vis-à-vis des pouvoirs mais plus encore autonome vis-à-vis de l'économie. L'auteur remarque « que l'économie peut être un moyen de développement, une condition du progrès technique, ou inversement un obstacle, jamais elle ne le détermine ni ne le provoque, ni ne le domine : comme pour le pouvoir politique, un système économique qui récuserait l'impératif technique serait condamné ».
Autonomie enfin vis-à-vis des impératifs moraux : la technique ne progresse en vertu d'un idéal et ne permet pas au jugement moral de se mêler des affaires techniques. L'auteur note l'illogisme et la puérilité des intellectuels qui veulent réintroduire des jugements de valeur pour contrôler les techniciens. Or pour ces techniciens qui vivent dans un monde technique devenu autonome, les travaux philosophiques ou éthiques n'ont d'intérêt qu'en dehors de toute interférence avec leurs travaux techniques,.
Enfin dernier point pour l'homme plongé dans le système technicien, il va de soi que tout ce qui est scientifique est légitime. « Parce que la Technique constitue son nouvel environnement et qu'il n'a jamais cessé de sacraliser son environnement, l'homme sacralise désormais la Technique ». Comme aucune société ne peut se passer de normes morales l'auteur voit poindre une éthique technicienne qui promeut ses propres valeurs (précision, exactitude, sérieux, réalisme et par-dessus tout vertu au travail). L'auteur termine l'examen du critère d'autonomie en contestant la prétendue « neutralité » de la technique. Pour lui, fait remarquer Andrew Feenberg, loin d'être neutres « les fins sont si complètement impliquées dans les moyens techniques utilisés pour les réaliser que cela n’a aucun sens de distinguer les moyens et les fins ».

### Unité
L'unicité est l'expression concrète du système. Que les techniques soient liées les unes aux autres n'est pas un phénomène nouveau, on le constate dès l'origine de la société industrielle. Avec la technique moderne ce qui est nouveau c'est que chaque découverte peut s'appliquer, et le fait effectivement, dans le meilleur délai à un nombre considérable de domaines, c'est évident pour l'informatique mais c'est aussi vrai pour le laser, les structures gonflables utilisables dans l'agriculture, les transports et les télécoms,.
Ellul, insiste sur l'unité des caractères du phénomène technique partout dans le monde, partout les mêmes effets, partout l'uniformisation des cadres de vie et des conditions à respecter pour la croissance et le développement. L'auteur rappelle aussi l'importance que l'on accorde aux « retombées techniques » des grands projets. Enfin du fait que les techniques se conditionnent les unes les autres (par exemple transports rapides, urbanisation, croissance industrielle, consommation de masse), il semble que ce ne soit pas l'invention proprement dite qui soit importante mais la conjonction de plusieurs techniques.

### Universalité
L'universalité s'entend en un double sens, l'universalité des domaines, la technique empiétant progressivement sur tout l'environnement  et une universalité géographique, aucun pays ne pouvant rester au dehors . La morale technicienne se charge d'accorder les bouleversements technologiques à notre sensibilité.
La technique est devenue le facteur déterminant de la société. Elle n'est ni bonne ni mauvaise, mais ambivalente. Elle s'auto-accroît en suivant sa propre logique. « La Technique marche vers son propre perfectionnement, le progrès faisant postulat. Ce perfectionnement découle de la multiplication de minuscules améliorations dans de nombreux domaines, jusqu'à former un saut décisif et irréversible ».

### Totalisation
« La technique est en soi suppression des limites. il n'y a pour elle, aucune opération impossible ou interdite : ce n'est pas là un caractère accessoire ou accidentel c'est l'essence même de la technique ; une limite n'est jamais, dans l'esprit du système, rien d'autre que ce que l'on ne peut pas réaliser actuellement du point de vue technique ».
À ce caractère de totalité Ellul greffe l'insécabilité, comme quoi, « ce qui compte c’est moins chacune des parties que le système de relations et de connexions qu’elles entretiennent ». Ainsi « on ne peut dissocier une technique de son usage : toutes les parties sont ontologiquement liées et l'usage est inséparable de l'être; on ne peut dissocier les usages civils des militaires (à preuve le nucléaire), privés ou publics. Tout se tient ».
L'interdépendance entre tous les éléments du Système technicien s'intensifie avec l'avènement de l'informatique, « À plusieurs reprises, Ellul compare le développement du système technicien à la prolifération cancéreuse. Le système technicien est à la société moderne ce que le cancer est à l'organisme. Il constitue un nouveau milieu qui pénètre l'ancien, l'utilise, le phagocyte et le désintègre ». Dennis Gabor, prix Nobel de Physique, hongrois, a dit la chose suivante : « Tout ce qui est techniquement faisable, possible, sera fait un jour, tôt ou tard »,.

### L'homme dans le système technicien
Deux questions dominent le rapport de l'homme à la technique, quant à la capacité de l'homme à agir et éventuellement à ré-orienter le système et d'autre part quant au degré de liberté que l'homme conserve. Jacques Ellul ne croit pas selon Alexis Jurdant que l'homme « puisse véritablement diriger, organiser, choisir et orienter la technique[...] l’homme, plongé dans la sphère du technique, n’est plus autonome par rapport aux objets que lui apporte ce système qui se présentent comme un « déjà là » auquel il ne peut que se conformer. L’homme de cette société n’a plus « aucun point de référence intellectuel, moral, spirituel à partir de quoi il pourrait juger et critiquer la technique ».
Le rapport de l'homme à la technique est le plus souvent abordé sous l'angle du rapport de l'homme à la machine, avec comme thèmes principaux et simultanés soit le danger de son exclusion de toutes ses fonctions par une machine plus performante soit la perspective d'une mutation de l'homme lui-même transformé en machine par l'effet d'une sorte de greffe.
Or selon Ellul, la technique devenue facteur déterminant de l'ensemble des phénomènes de société a des effets autrement sérieux sur l'« être humain ». L'illusion d'un homme pouvant en tout temps et en tout lieu maîtriser la technique ayant fait long feu, il y a nécessité pour lui à s'y adapter, ce qu'il fait le plus souvent sans effort particulier dans les actes courants de la vie. L'auteur remarque que cette adaptation nécessaire peut néanmoins devenir « conditionnement » lorsqu'il s'agit de préparer par une formation adéquate des étudiants à entrer d'une façon utile et efficace dans le monde technicien, l'éducation et l'instruction n'ayant plus aucune gratuité. Si l'influence de l'école s'avère insuffisante le système technicien comporte en outre des agents d'adaptation permanents (la formation continue, la publicité, la propagande, l'art moderne) qui tous visent à adapter l'homme à son univers technique, en perpétuelle évolution.
Jacques Ellul s'interroge : « comment un homme de plus en plus formé à une profession technique pourrait-il avoir une opinion critique vis-à-vis du système qui lui offre ce qu’il connaît ? ». Ce conditionnement généralisé a créé un nouveau type psychologique « un type qui porte dès la naissance l'empreinte de la méga-technologie sous toutes ses formes; un type incapable de réagir directement aux objets de la vue ou de l'ouïe, aux formes des choses concrètes, incapable de fonctionner sans anxiété dans aucun domaine sans l'assistance de l'appareillage extra-organique fourni par la déesse-machine »,.